# Ірга вільхолиста
Ірга вільхолиста (Amelanchier alnifolia) — чагарник з їстівними ягодами, який росте у Північній Америці, зокрема на Алясці, в західній Канаді і на західній та північно-центральній території США. Вона росте в горах до висоти 2600 м над рівнем моря на півночі Каліфорнії та до висоти 3400 м у Скелястих горах.
Має багато варіантів назв англійською мовою (англ. saskatoon berry, англ. Pacific serviceberry, англ. western serviceberries, англ. alder-leaf shadbush, англ. dwarf shadbush, англ. chuckley pear або англ. western juneberry). Історично його також називають «голубина ягода».

## Етимологія
Найбільше місто в канадській провінції Саскачеван Саскатун, назване на честь ягід. Мовою крі «Саскатун» перекладається як «На місці багатьох ірг вільхолистих».

## Опис
Це листяні чагарники або невеликі дерева, що можуть вирости від 1 до 8 м (інколи до 10 м) у висоту. Листя овальне, майже кругле, довжиною 2—5 см і шириною 1—4,5 см.
Квітки розміром 2–3 см з'являються навесні в суцвіттях по 3—20 квіток, одночасно з ростом нового листя. Плоди — фіолетові яблука діаметром 5–15 мм із зернятами, дозрівають на початку літа в прибережних районах (ближче до кінця літа у континентальному кліматі).

## Вирощування і використання
Саджанці розсади висаджують на відстані 0,5—1 м один від одного; відстань між рядами 4—6 м. Окремі кущі можуть приносити плоди 30 або більше років.
Ірга може бути адаптована до різних типів ґрунту, за винятком погано дренованих або важких глинистих ґрунтів, у яких відсутні органічні речовини. Неглибоких ґрунтів слід уникати, особливо якщо ґрунтові води високо або є загроза затоплення.
Зимостійкість виняткова, але мороз може пошкодити квіти. Для дозрівання плодів потрібна велика кількість сонячного світла.
Ягоди солодкі на смак, їх їдять свіжими або сушеними, а також додають до сушеного м'яса — пемікану — для покращення смаку і як консервант.
Ірга також використовуються у приготуванні пирогів, варення, вина, сидру, пива.
У 2004 році британське «Агентство з харчових стандартів» заборонило використовувати іргу у роздрібному продажу. Заборону було знято після тиску з боку Європейського Союзу.
Канадські виробники класифікують іргу, як «Суперфрукт» (англ. Superfruit), слідуючи моді на такі фрукти, як чорниця, журавлина, гранат і асаї.

## Хвороби та шкідники
Іргу може вразити грибок Gymnosporangium juniperi-virginianae, який має проміжного хазяїна - ялівець. Уникнути зараження ягід можна, знайшовши і викорчувавши поблизький ялівець або принаймні усунувши його жовті плоди розміру гольфової кульки, не давши розвинутися спорам грибка

## Поживні і корисні для здоров'я речовини
Калорійність — 85 ккал на 100 г ягід.
| Поживні речовини в сировині Ірга вільхолиста |                             |                           |
| Поживна речовина                             | Кількість у 100 грамах ягід | Рекомендована добова доза |
| Харчові волокна                              | 5.9 г                       | 20 %                      |
| Цукор                                        | 11.4 г                      | 8 %                       |
| Кальцій, Ca                                  | 42 мг                       | 4 %                       |
| Магній, Mg                                   | 24 мг                       | 6 %                       |
| Залізо, Fe                                   | 1 мг                        | 12 %                      |
| Манган, Mn                                   | 1.4 мг                      | 70 %                      |
| Калій, K                                     | 162 мг                      | 3 %                       |
| Натрій, Na                                   | 0.5 мг                      | 0 %                       |
| Вітамін C                                    | 3.6 мг                      | 4 %                       |
| Вітамін A, IU                                | 11 IU                       | 1 %                       |
| Вітамін E                                    | 1.1 мг                      | 7 %                       |
| Фолієва кислота, мкг                         | 4.6 мкг                     | 1 %                       |
| Рибофлавін                                   | 3.5 мг                      | >100 %                    |
| Пантотенова кислота                          | 0.3 мг                      | 6 %                       |
| Піридоксин                                   | 0.03 мг                     | 2 %                       |
| Біотин                                       | 20 мкг                      | 67 %                      |

Ягоди містять значну дозу вітамінів і мікроелементів, а також харчових волокон. Багаті на рибофлавін, біотин, залізо, марганець; містять поліфенольні антиоксиданти. Загалом склад подібний до чорниці.

## Галерея

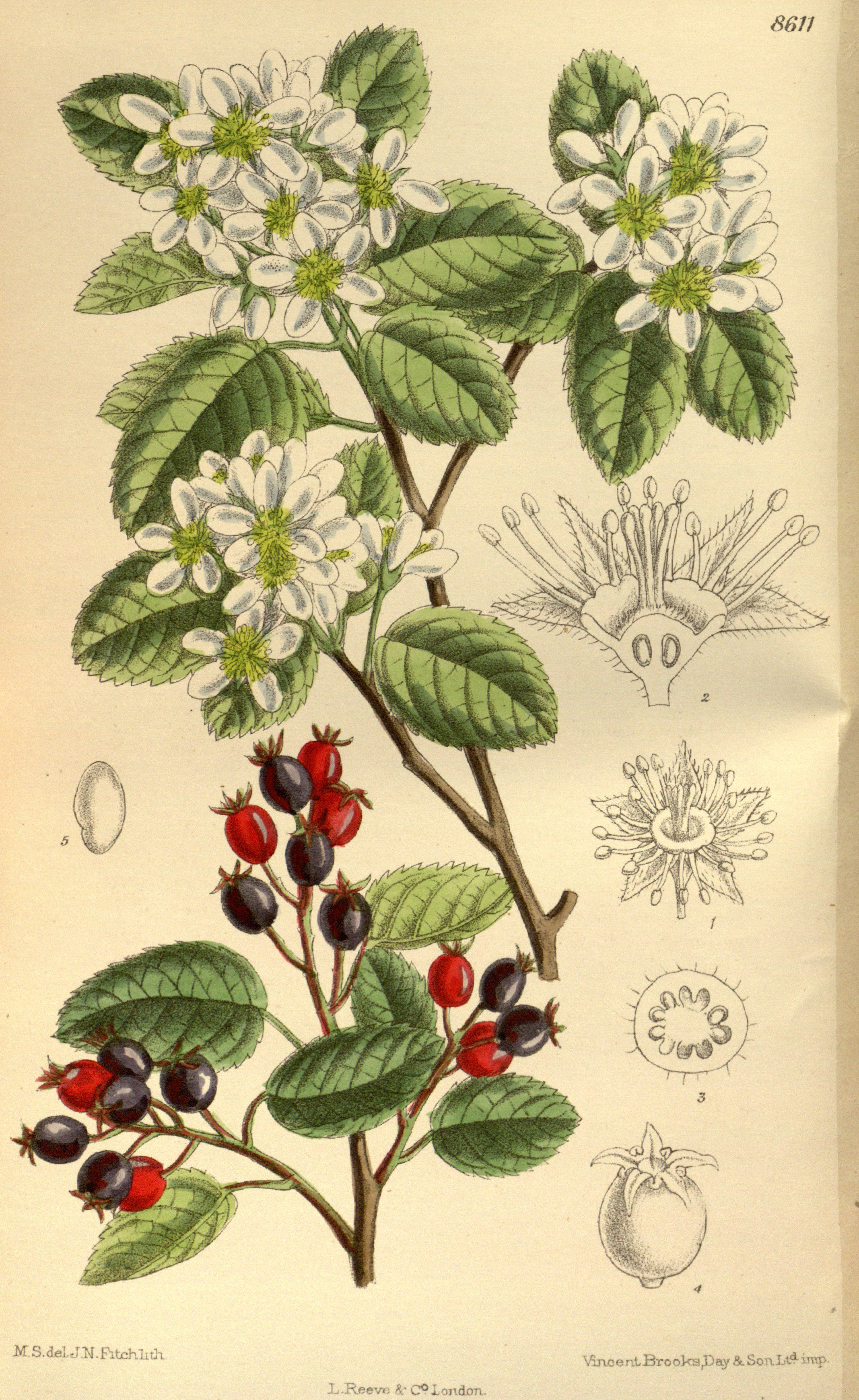
ілюстрація
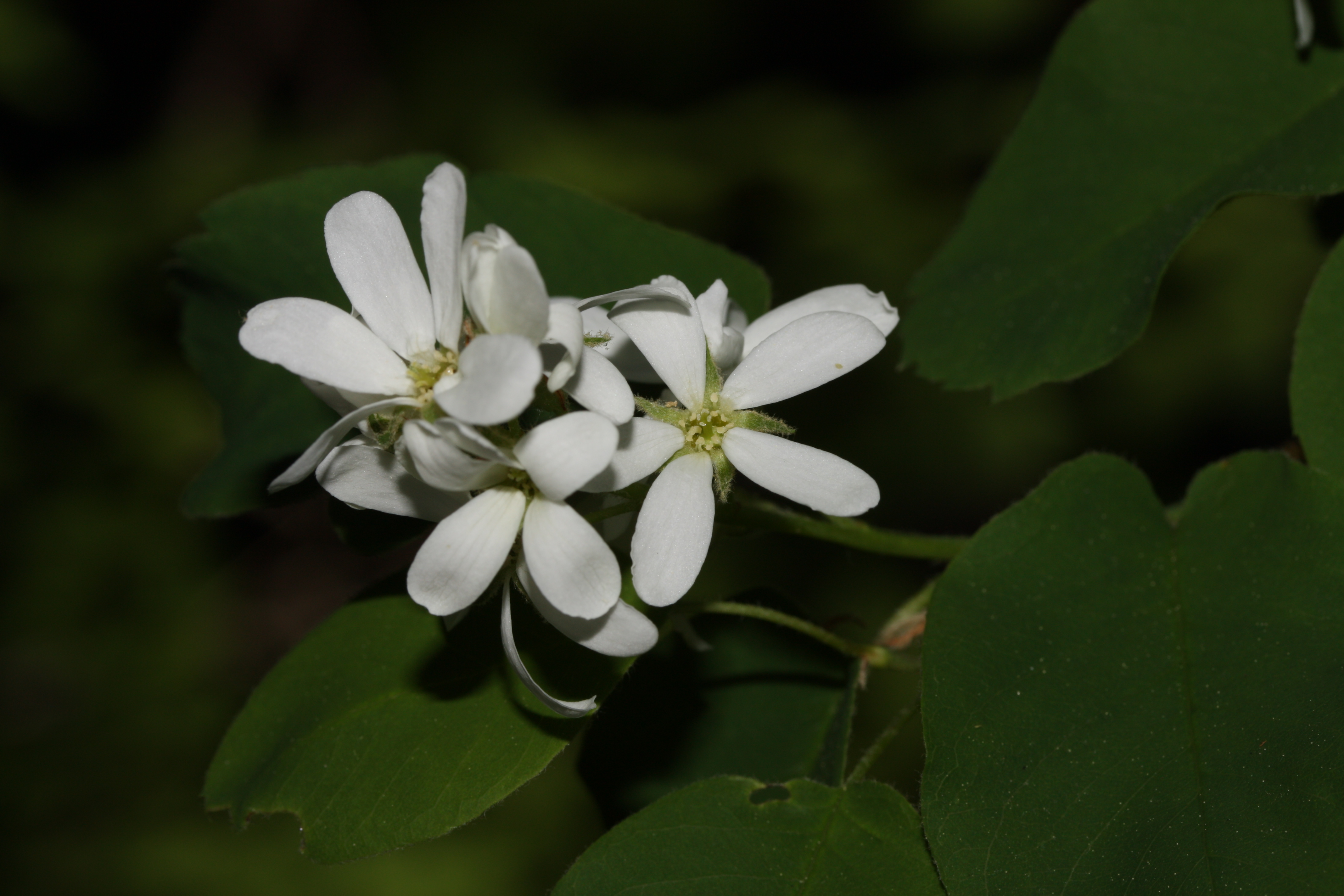
Від 3 до 20 квіток, зібрані в китиці
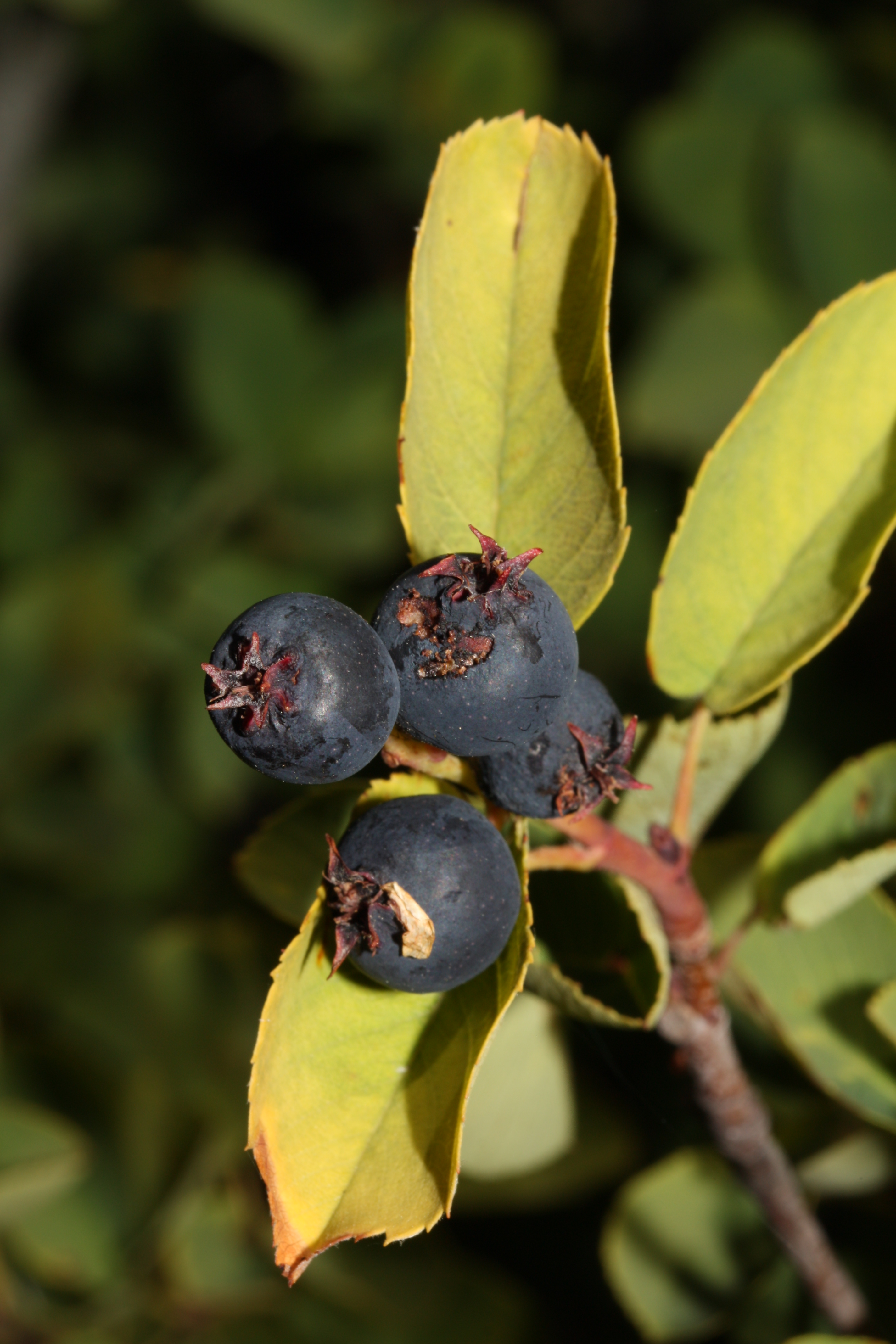
Плоди діаметром 5 мм дозрівають на початку літа
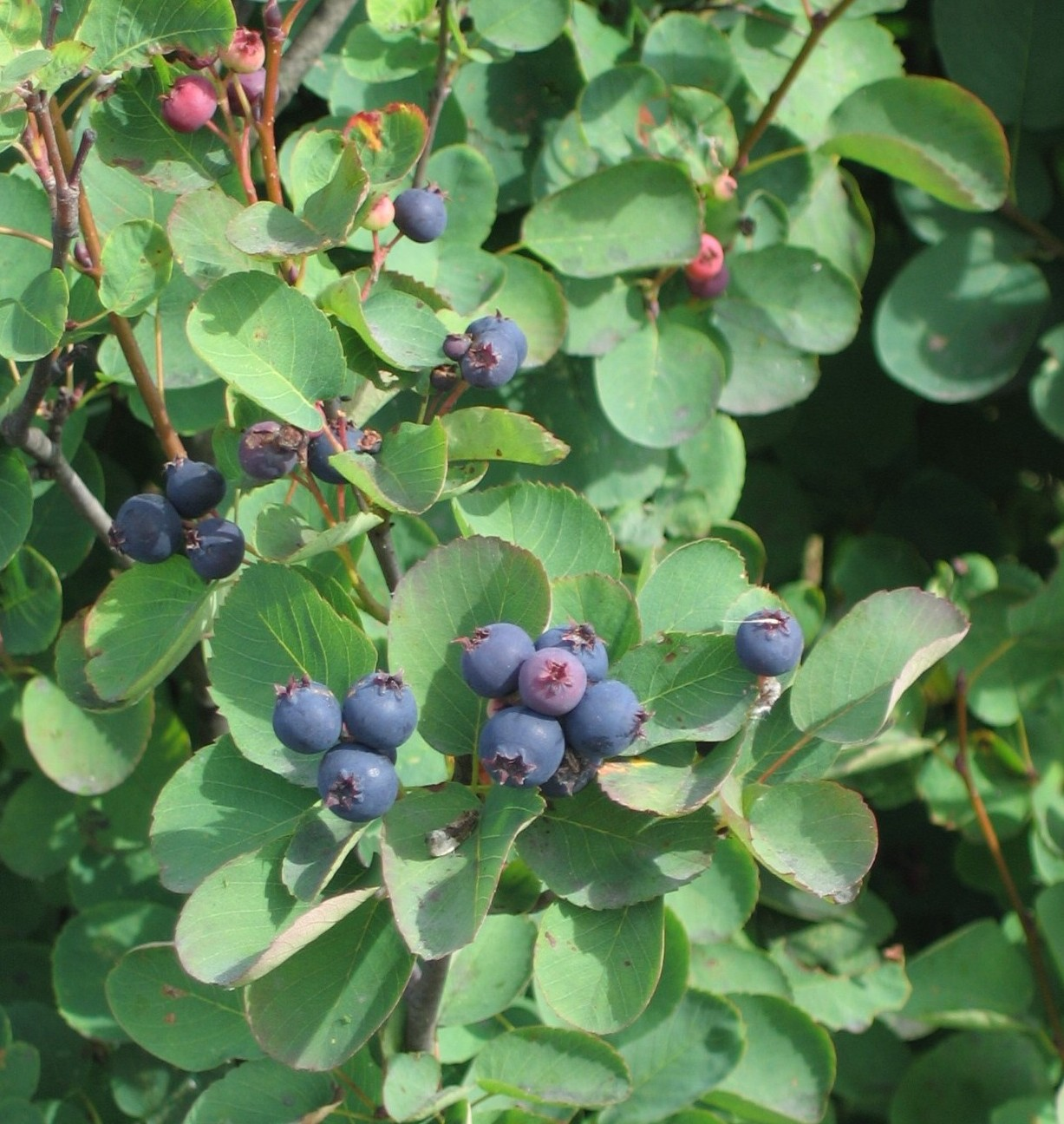
Схожий на чорницю, плід має восковий наліт